# Maria Àngels Cardona i Florit
Pour les articles homonymes, voir Cardona (homonymie).
Maria Àngels Cardona i Florit, née le 8 octobre 1940 à Ferreries et morte à Barcelone le 24 décembre 1991, est une botaniste espagnole de Minorque, travaillant dans les universités de Barcelone.

## Biographie
Elle passe son enfance à Ciutadella avant de rejoindre Barcelone pour aller à l'université.
Elle a obtenu son diplôme en sciences biologiques à l'Université de Barcelone en 1963. De 1964 à 1971, elle prépare un  doctorat sur le cycle de vie des plantes dans différentes communautés végétales, essentiellement autour de la région de Collserola, à Barcelone. Elle lance des recherches en géobotanique  entrainant  un changement dans les approches scientifiques et méthodologiques. En 1972, elle a remporté un prix de l'Institut d'Estudis Catalans.
Depuis le début de sa thèse, elle est enseignante à l'Université de Barcelone. Elle a enseigné au département de botanique de 1975 à 1985, Puis elle travaille à l'Université autonome de Barcelone jusqu'à sa mort, elle est nommée professeur titulaire de biologie végétale en 1986. 
Elle a collaboré avec différents professeurs internationaux, notamment Juliette Contandriopoulos de l'Université de Marseille, experte en cytogénétique. Ensemble, elles ont classé avec le niveau de ploïdie, les taxons endémiques de Minorque en fonction de leur ancienneté, Tertiaire, Quaternaire et récents.   
Elle a publié plus de cinquante articles scientifiques et a participé à la création de l'Encyclopédie de Minorque. 
Elle était en mauvaise santé et est décédée d'un accident vasculaire cérébral à Barcelone le 24 décembre 1991.